# Ґаврихи
Ґаврихи (пол. Gawrychy) — село в Польщі, у гміні Збуйна Ломжинського повіту Підляського воєводства.
Населення — 174 особи (2011).
У 1975-1998 роках село належало до Ломжинського воєводства.

## Демографія
Демографічна структура станом на 31 березня 2011 року:
|          | Загалом | Допрацездатний вік | Працездатний вік | Постпрацездатний вік |
| -------- | ------- | ------------------ | ---------------- | -------------------- |
| Чоловіки | 95      | 21                 | 61               | 13                   |
| Жінки    | 79      | 17                 | 40               | 22                   |
| Разом    | 174     | 38                 | 101              | 35                   |